# 江馬天江

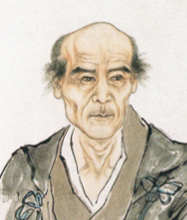
胡鉄梅筆　江馬天江肖像（還暦）明治9年(1886年)

江馬 天江（えま てんこう、文政8年11月3日（1825年12月12日） - 明治34年（1901年）3月8日）は書家・漢詩人・医師。幕末から明治期の京都を代表する文人。
本姓は下阪氏。名は聖欽。字は永弼、のちに正人。近江の人。

## 略歴
近江国坂田郡中村の下阪篁斎の第6子として生まれる。医学を修めてのち、21歳で仁和寺侍医の江馬榴園の養嗣子となった。大坂に出て緒方洪庵に洋学を学び、梁川星巌に師事し詩文を学び詩作に興じた。幕末維新期になると実兄の板倉槐堂や山中静逸・谷如意などと国事に奔走した。
1868年（明治元年）には東京で明治政府の太政官に出仕するも翌年致仕して京都に戻る。1869年（明治2年）に開校した私塾立命館では、塾長として儒学の講義を担当した。
1884年（明治17年）には、小堀遠州が作庭した退亨園のある邸宅に隠棲。多くの文人と煎茶会・書画会などを通して交流し文芸にふける。
同世代の神山鳳陽・頼支峰、漢詩人の村上仏山・小野湖山・書家の巖谷一六・清人陳曼寿、篆刻家の山本竹雲・小曽根乾堂らとも交流した。還暦の記念に清人画家の胡鉄梅によって肖像画が画かれている。
大正6年（1917年）、従五位を追贈された。
息子の章太郎は医学者、その子の務は歴史学者として活躍した。

## 著作
- 『賞心賛録』
- 『古詩声譜』
- 『退亨園詩鈔』